# Assoziierungsabkommen
Als Assoziierungsabkommen (auch Assoziationsabkommen) werden völkerrechtliche Verträge bezeichnet, bei denen sich der Vertragspartner an eine zwischennationale oder supranationale Gemeinschaft bindet, jedoch nicht (Voll-)Mitglied der Gemeinschaft wird. Dem assoziierten Partner werden dabei Rechte und Pflichten eingeräumt.
Assoziierungsabkommen sind allgemein in der Handelspolitik üblich.

## Assoziierungsabkommen der Europäischen Union

### Geschichte
Im März 1957 unterzeichneten sechs europäische Staaten die Römischen Verträge, darunter den Vertrag zur Gründung der Europäischen Gemeinschaft. Die Verträge traten zum 1. Januar 1958 in Kraft; seit diesem Tag gab es die Europäische Wirtschaftsgemeinschaft (EWG), die Vorläuferorganisation der EU. Konstantinos Karamanlis, von 1955 bis 1963 Premierminister von Griechenland, betrieb energisch die Aufnahme Griechenlands in die EWG. Am 9. Juli 1961 wurde ein Assoziierungsabkommen zwischen der EWG und Griechenland unterzeichnet.
Frankreich setzte in der EWG die „Assoziierung“ seiner afrikanischen Kolonien durch. Italien verwaltete bis Mitte 1960 das Treuhandgebiet Somalia; Belgien hatte bis Mitte 1960 Belgisch-Kongo. Sie durften Agrarprodukte zollfrei in die EWG exportieren und mussten im Gegenzug ihre Zölle gegenüber der EWG abbauen. 
In diesen Kolonien wurde der Europäische Entwicklungsfonds zur Förderung der wirtschaftlichen Entwicklung der Kolonien eingesetzt. Im ersten Förderzeitraum von fünf Jahren wurden die Kolonien unabhängig. Mit den neuen Staaten wurden 1963 und 1969 die Yaoundé-Abkommen geschlossen. Nachdem Großbritannien zum 1. Januar 1973 der Europäischen Wirtschaftsgemeinschaft beigetreten war, wünschten nun auch dessen ehemalige Kolonien, Commonwealth-Länder, eine Assoziierung. 1975 wurde das Lomé-Abkommen geschlossen, das von 46 sogenannten AKP-Staaten (Staaten Afrikas, der Karibik und des Pazifik), zu denen auch zahlreiche ehemalige britische Kolonien zählten, unterzeichnet wurde. Es enthielt wie die Assoziierungsabkommen zuvor gegenseitige Zollpräferenzen und als neues Element das Stabex-System, dass durch Garantien für Exporterlöse die Abhängigkeit dieser Länder von ihren Agrarexporten in die EG mildern sollte. Bei niedrigen Weltmarktpreisen sollten Ausgleichszahlungen gewährt werden. Im Nachfolgeabkommen von 1979, Lomé II, wurden zusätzlich zu Agrarprodukten auch mineralische Grundstoffe einbezogen (Sysmin-System).

### Gegenwart
Das derzeit gültige Lomé-V-Abkommen wurde im Jahr 2000 abgeschlossen und umfasst eine Laufzeit von insgesamt 20 Jahren.
Mit dem Ende des Ost-West-Konflikts ergaben sich für die Europäische Union neue Möglichkeiten in den nunmehr unabhängigen Staaten Mittel- und Osteuropas.
Seit den 2000er Jahren schließt die Europäische Union ihre Assoziierungsabkommen (AA) mit Drittstaaten im Rahmen von zwei Programmen: für Beitrittskandidaten, als Stabilisierungs- und Assoziierungsabkommen (SAA), für EU-Nachbarländer im Rahmen der Europäischen Nachbarschaftspolitik (ENP).
EU-Beitrittskandidaten müssen die Kopenhagener Kriterien erfüllen. Im Rahmen der Beitrittsverhandlungen der Republik Türkei mit der Europäischen Union besteht ein Assoziierungsabkommen mit dem Beitrittskandidaten Türkei. Grundlage und Vorläufer war das 1963 zwischen der Türkei und der 2009 aufgelösten EWG geschlossene Ankara-Abkommen (türkisch Ankara Antlaşması).
Das Assoziierungsabkommen EU-Israel besteht seit 2000 und ersetzt frühere Kooperations- und Handelsabkommen.
Mit der Ukraine, der Republik Moldau und Georgien hat die EU im Rahmen der Östlichen Partnerschaft ein Assoziierungsabkommen abgeschlossen, das am 27. Juni 2014 in Brüssel unterzeichnet wurde. Darüber hinaus strebt die EU an, außereuropäische Länder und Hoheitsgebiete, die mit Dänemark, Frankreich, den Niederlanden und dem Vereinigten Königreich besondere Beziehungen unterhalten, mit der Union zu assoziieren (Art. 198 AEUV).
Die Europäische Kommission und das Europäische Parlament erarbeiten die Maßnahmen zum Schutz der Union in der Handelspolitik gemäß Art. 207 AEUV. Die Kommission legt dem Europäischen Rat Empfehlungen vor und diese können mit Unterstützung eines bestellten Sonderausschusses von der Kommission verhandelt werden. Die Ergebnisse der Verhandlungen von Assoziierungsabkommen werden dann als gemischte Abkommen nach Anhörung des Europäischen Parlaments vom Rat mit qualifizierter Mehrheit beschlossen. Die nationalen Parlamente werden informiert und können sich beteiligen.
Einstimmigkeit im Rat besteht bei Assoziierungsabkommen nur, wenn die internen Vorschriften der Union gewisse Bestimmungen enthalten.
Dazu können gehören:
- Ausländische Direktinvestitionen
- Dienstleistungsverkehr
- Handel mit Dienstleistungen des Sozial-, Bildungs- und Gesundheitssektors
- Handel mit kulturellen und audiovisuellen Dienstleistungen
- Handelsaspekte des geistigen Eigentums

Das Assoziierungsabkommen können im Rahmen und im Bereich der humanitären Hilfe vertraglich geschlossen werden. Der Rat beschließt hierbei während des gesamten Verfahrens mit qualifizierter Mehrheit. Bei Assoziierungsabkommen und Übereinkünften nach Art. 212 AEUV mit beitrittswilligen Staaten gilt das Einstimmigkeitsprinzip.
Durch Art. 215 AEUV können die Assoziierungsabkommen auf gemeinsamen Vorschlag des Hohen Vertreters der Union für Außen- und Sicherheitspolitik und der Kommission mit qualifizierter Mehrheit vom Rat wieder aufgehoben werden.